# Mendoncia tessmannii
Mendoncia tessmannii är en akantusväxtart som beskrevs av Gottfried Wilhelm Johannes Mildbraed. Mendoncia tessmannii ingår i släktet Mendoncia och familjen akantusväxter. Inga underarter finns listade i Catalogue of Life.